# Jaja ze stali
Jaja ze stali (en. Balls of Steel) – brytyjski serial komediowy, którego prowadzącym jest Mark Dolan. Pierwszy odcinek w Wielkiej Brytanii został wyemitowany 19 września 2005, natomiast w Polsce od 5 września 2007 w telewizji TVN, w każdy wtorek około godziny 23:30.

## Uczestnicy

### Aktualni
| Wykonawca                                              | Nazwa wyczynów                                  | Opis | Od serii |
| ------------------------------------------------------ | ----------------------------------------------- | --- | -------- |
| Alex Zane                                              | Teleturniej Alexa Zane'a (Alex Zane's ... Game) | Prezentuje fałszywe teleturnieje mające na celu oszukiwanie graczy.                                                                           | 1        |
| Thaila Zucchi                                          | Kotka Psotka (Bunny Boiler)                     | Podrywa mężczyzn w obecności ich dziewczyn, aby wzbudzić w nich złość. Jest bardzo piękna i zwykle nosi prowokujące ubranie.                  | 1        |
| Michael Locke (Pancho) & Matthew Pritchard (Pritchard) | Bólmeni (The Pain Man)                          | Umyślnie zadają sobie ból za pomocą zwykłych przedmiotów. Ich wyczyny są pokazywane na żywo.                                                  | 1        |
| Olivia Lee                                             | Wkręt TV (Prank TV)                             | Przeprowadza wywiady ze znanymi osobistościami. Na mikrofonie ma wypisane obraźliwe słowa. Czasami zamiast mikrofonu trzyma w dłoni wibrator. | 1        |
| Barrie Hall (wcześniej Jason Attar)                    | Diabeł Wpieniacz (The Annoying Devil)           | Człowiek ubrany w strój diabła. Drażni ludzi na przykład dając im parasol, na którym są wypisane obraźliwe słowa.                             | 1        |
| Neg Dupree                                             | Miejskie sporty Nega (Neg's Urban Sports)       | Wymyśla jak sama nazwa wskazuje „miejskie sporty” typu uciekanie przed ochroniarzami lub rzucanie w ludzi jedzeniem.                          | 1        |
| Eric Page                                              | Natrętny zwalisty gej (Big Gay Following)       | Zaczepia mężczyzn na ulicy lub w innych miejscach proponując im stosunek płciowy.                                                             | 1        |
| Toritseju Okorodudu (Toju)                             | Murzyński Bojownik (Toju the Miliant Black Guy) | Podjudza do wypowiedzenia słów, które osoba czarnoskóra może uznać za rasistowskie (np. Murzynek, Czarne Zagłębie, Czarny Las itp.).          | 1        |
| Tim Shaw                                               | Pan Nieprzyzwoity (Mr. Inappropriate)           | Robi nieprzyzwoite rzeczy w miejscach publicznych, na przykład uczy obcokrajowców przekleństw.                                                | 2        |
| Jenni Davies                                           | Siurołapka (Penis Fly Trap)                     | Prosi przypadkowych mężczyzn o pomoc, żeby za chwilę oskarżyć ich o molestowanie.                                                             | 2        |
| Tony Parsons & Kelly Burgess                           | Walenie (The Fu**ers)                           | Odbywają stosunki płciowe w miejscach publicznych, najczęściej przy obcych ludziach.                                                          | 2        |
| Jonathan Goodwin                                       | Mistrz ucieczki (Escapologist)                  | Sam wymyśla sobie pułapki i się z nich wydostaje. Ojciec mu w tym pomaga.                                                                     | 2        |

### Nie występujący w 2 serii
| Wykonawca     | Nazwa wyczynów                                  | Opis | Od serii | Do serii |
| ------------- | ----------------------------------------------- | --- | -------- | -------- |
| Chris Stapp   | Wyczyny Randy Cambella (Randy Cambell's stunts) | Nowozelandzki kaskader wykonuje śmiałe wyczyny kaskaderskie, zawsze zakończone bójkami.                                                                                         | 1        | 1        |
| Andrew Clover | Golas (Naked Man)                               | Spaceruje nago w obecności ludzi udając turystę. | 1        | 1        |
| Dawn Porter   | Urocza kusicielka (Man Tester)                  | Wystawia na próbę moralność mężczyzn. Proponuje im randkę, ale później na przykład wychodzi do toalety idąc jak inwalidka. Mężczyzna zastanawia się wtedy czy zostać, czy nie.  | 1        | 1        |
| Ross Lee      | Najgorszy z najgorszych (The World's Worst)     | Zatrudnia się do pracy w różnych branżach i źle wykonuje swoją pracę. Kiedy był taksówkarzem, woził pasażera w kółko, a jako barman denerwował ludzi na przykład wylaniem piwa. | 1        | 1        |

## Odcinki

### I seria
| Zwycięzcy: | Zwycięzcy:                                             | Zwycięzcy:                                       | Wyczyn |
| ---------- | ------------------------------------------------------ | ------------------------------------------------ | --- |
| 1          | Alex Zane                                              | Gra Alexa Zane (Alex Zane's... Game)             | Prowadzący zadaje pytania uczestnikom, którzy by odpowiedzieć muszą zgłosić się naciskając przycisk. Alex jednego zawodnika podstawił, a działaniem przycisku zajmowała się jego ekipa.                                                                     |
| 2          | Jason Attar                                            | Diabeł Wpieniacz (The Annoying Devil)            | Diabeł Wpieniacz w drugim odcinku denerwował ludzi m.in. tworząc korki na ulicy swoim czerwonym samochodem. |
| 3          | Michael Locke (Pancho) & Matthew Pritchard (Pritchard) | Bólmeni (The Pain Men)                           | W 3 odcinku widzom w studio najbardziej spodobały się „wyczyny” dwóch Bólmenów. W finałowym – 3 wyczynie Pancho przybił zszywaczem język Pritcharda do kartki papieru.                                                                                      |
| 4          | Toritseju Okorodudu (Toju)                             | Murzyński Wojownik (Toju the Militant Black Guy) | Czarnoskóry Toju prowokuje białych ludzi do powiedzenia czegoś co można uznać za rasistowskie odzywki, np. piekarza sprowokował do powiedzenia „murzynek” (ciasto), a osobę z biura podróży do powiedzenia „Czarne Zagłębie” (miejsce).                     |
| 5          | Thaila Zucchi                                          | Kotka Psotka (Bunny Boiler)                      | W piątym odcinku pierwszego sezonu Thaila podrywała chłopaka na oczach jego dziewczyny. Ofiary kawału były obecne w studio w trakcie emisji materiału. |
| 6          | Olivia Lee                                             | Wkręt TV (Prank TV)                              | W tym odcinku Olivia denerwowała ludzi swoimi wywiadami, m.in. mówiąc do mikrofonu na stadionie że „każdy facet na stadionie ma małego”. |
| 7          | Jason Attar                                            | Diabeł Wpieniacz (The Annoying Devil)            | W ostatnim odcinku pierwszej serii Diabeł Wpieniacz połączył swoje dwie pasje: znaki i denerwowanie ludzi. Łącząc te dwie rzeczy powstawały znaki typu: „Peruka” dla osoby wychodzącej od fryzjera, czy też „zboczeniec” dla osoby wychodzącej z sex shopu. |

### II seria
| Zwycięzcy: | Zwycięzcy:                   | Zwycięzcy:                                       | "Wyczyn" |
| ---------- | ---------------------------- | ------------------------------------------------ | --- |
| 1          | Neg Dupree                   | Miejski sport Nega (Neg's Urban Sports)          | W tym odcinku Neg rzuca w przechodniów jedzeniem z KFC i McDonald'sa.                                                                      |
| 2          | Eric Page                    | Natrętny zwalisty gej (Big Gay Following)        | Eric proponuje stosunek znanym osobistościom; jedna osoba się zgodziła.                                                                    |
| 3          | Toritseju Okorodudu (Toju)   | Murzyński Wojownik (Toju the Militant Black Guy) | Czarnoskóry Toju po raz kolejny prowokuje ludzi do powiedzenia czegoś, co można uznać za rasistowskie. Tym razem był to m.in. „Czarny Las” |
| 4          | Tony Parsons & Kelly Burgess | Walenie (The Fu**ers)                            | Para, która uprawia stosunki płciowe w miejscach publicznych, tym razem robili to m.in. w restauracji i na motorówce.                      |
| 5          | Olivia Lee                   | Wkręt TV (Prank TV)                              | ? |
| 6          | Barrie Hall                  | Diabeł Wpieniacz (The Annoying Devil)            | Tym razem diabeł przeszkadzał ludziom w zrobieniu sobie zdjęcia, obrażał kupujących coś w automacie, czy też uniemożliwiał grę emerytom.   |

## Liczba zwycięstw danego uczestnika
| Uczestnik                                | Zwycięstwa |
| ---------------------------------------- | ---------- |
| Wkręt TV (Olivia Lee)                    | 2          |
| Diabeł Wpieniacz (Jason Attar)           | 3          |
| Murzyński Wojownik (Toritseju Okorodudu) | 2          |
| Teleturniej Alexa Zane'a (Alex Zane)     | 1          |
| Kotka Psotka (Thaila Zucchi)             | 1          |
| Bólmeni (Pancho & Pritchard)             | 1          |
| Diabeł Wpieniacz (Barrie Hall)           | 1          |
| Miejski sport Nega (Neg Dupree)          | 1          |
| Natrętny zwalisty gej (Eric Page)        | 1          |
| Walenie (Tony Parsons & Kelly Burgess)   | 1          |